# Film-Konzepte
Film-Konzepte ist eine 2006 von Thomas Koebner gegründete wissenschaftliche Fachzeitschrift. Die einzelnen Ausgaben befassen sich mit Werken einflussreicher Filmemacher aus allen Epochen und konzentrieren sich dabei auf filmanalytische Fragestellungen. Im Zentrum stehen ausgewählte Szenen und Einstellungen.

## Geschichte
Die Zeitschrift FILM-KONZEPTE wurde von 2006 bis 2012 von Thomas Koebner und Fabienne Liptay herausgegeben. Von 2013 bis 2019 fungierten Michaela Krützen, Fabienne Liptay und Johannes Wende als Herausgeber. 2019 hat mit Ausgabe 53 das neue Herausgeber-Team – Kristina Köhler, Fabienne Liptay und Jörg Schweinitz – seine Arbeit aufgenommen.
Seit ihrer Gründung erscheint die Zeitschrift vierteljährlich im Verlag edition text + kritik in München. Im Laufe der Jahre sind Texte und Beiträge u. a. von Thomas Elsaesser, Norbert Grob, Susanne Marschall, Oksana Bulgakowa, Lorenz Engell, Marcus Stiglegger, Dominik Graf und Elfriede Jelinek veröffentlicht worden.